# Iulia Petelca
Iulia Petelca (n. 1 aprilie 1999) este o fotbalistă din Republica Moldova, care joacă în poziția de fundaș. A făcut parte din echipa națională de fotbal feminin a Republicii Moldova.

## Carieră internațională
Petelca a făcut parte din selecționata de seniori a Moldovei în timpul calificărilor la Campionatul European de Fotbal Feminin 2022.